# Ursula Magdalena Reinheimer

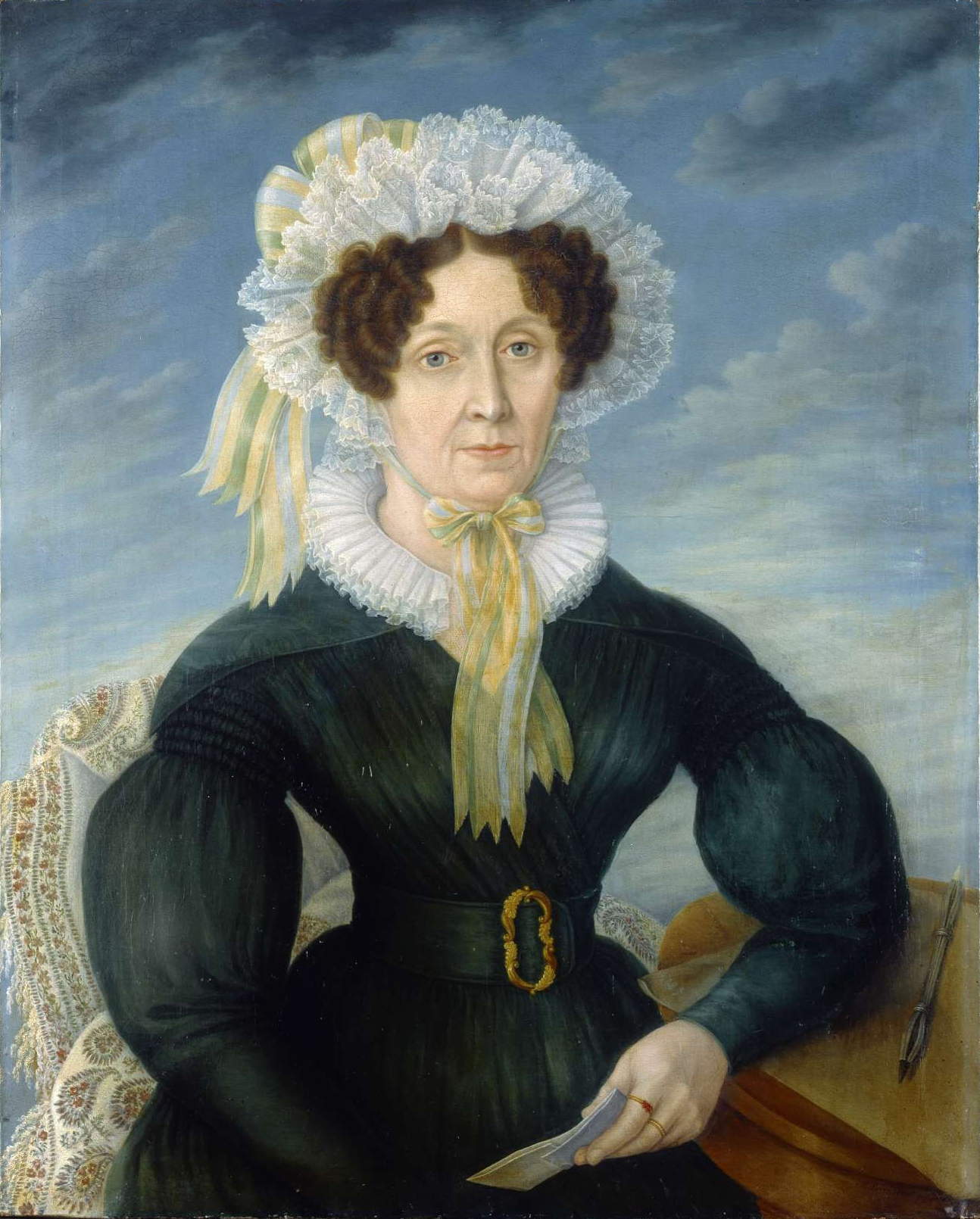
Selbstbildnis

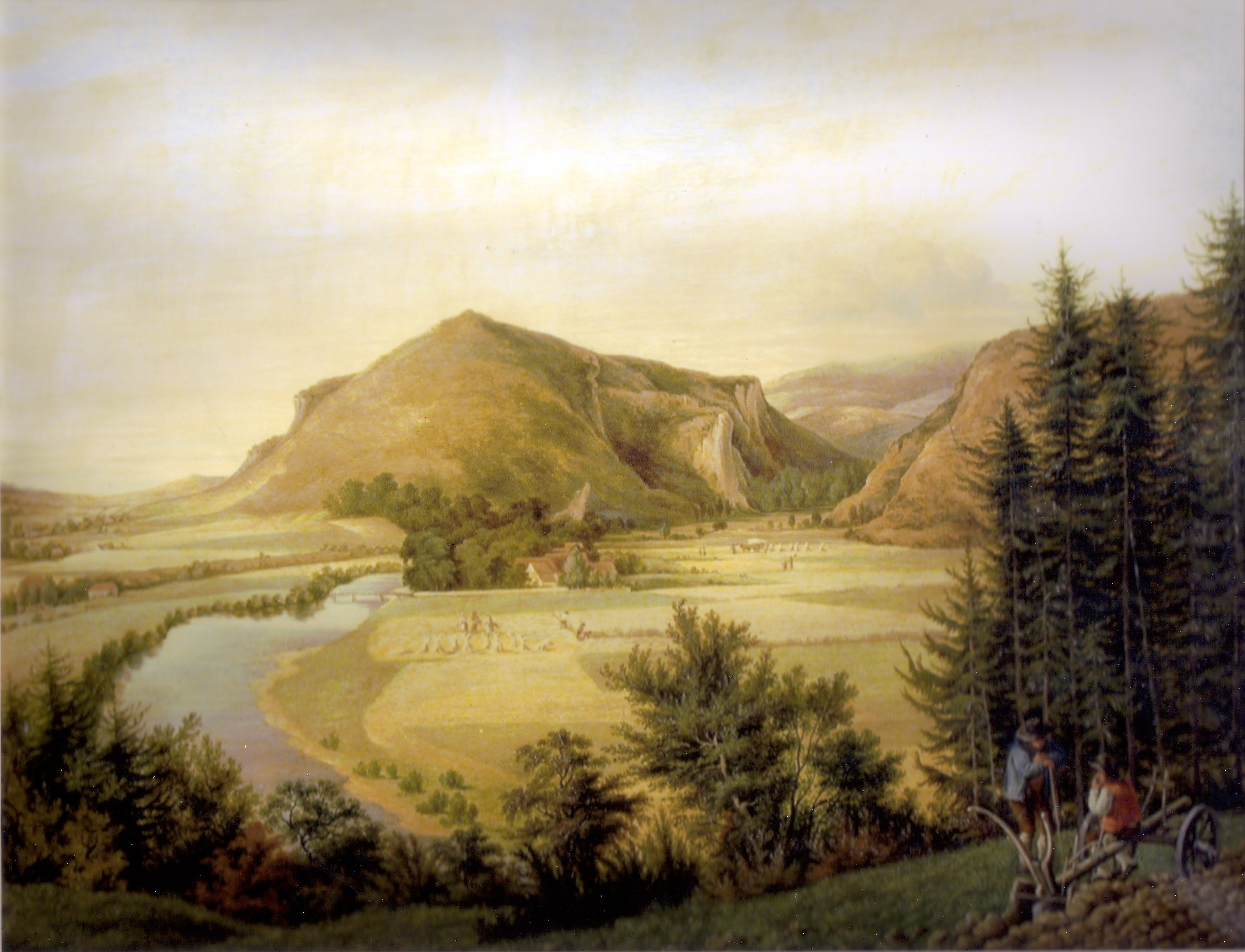
Landschaft aus dem Sauerlande, Gemälde von Ursula Magdalena Reinheimer von 1802

Ursula Magdalena Reinheimer geb. Prestel (* 27. November 1777 in Nürnberg; † 1845 in Brüssel) war eine deutsche Malerin.
Ursula Magdalena Prestel war als Tochter des Künstlerehepaares, des  Kupferstechers und Malers Johann Gottlieb Prestel (1739–1808) und der Pastell- und Aquarellmalerin, Kupferstecherin und Radiererin  Maria Katharina Prestel, geb. Höll (1747–1794) geboren.
Wie ihre drei Brüder erhielt sie den ersten Malunterricht sehr früh bei ihren Eltern.
Im Alter von sechs Jahren siedelte sie 1783 mit dem Vater nach Frankfurt um, wo ihre Mutter Maria Katharina schon ein Jahr zuvor Kontakte zu Kunsthändlern und Künstlern geknüpft hatte.
1786 kam Maria Katharina Prestel nach London, um als Malerin und Reproduktionsgrafikerin ein grafisches Unternehmen aufzubauen. Seit 1789 wohnte Ursula mit ihrem jüngsten Bruder Michael Gottlieb Prestel (1779–1815) bei ihrer Mutter in London. Ihr Vater und ihre zwei Brüder blieben in Frankfurt. Nach dem Tod der Mutter 1794 kehrte Ursula Magdalena nach Frankfurt in die väterliche Werkstatt zurück, wo sie sich vorwiegend mit der Herstellung der Reproduktionsgrafik beschäftigte.
Ab 1797 reiste sie mit ihrem Vater und Anton Radl, einem Schüler ihres Vaters, häufig nach Schloss Söder im Landkreis Hildesheim, wo sie im Auftrag des Freiherrn Friedrich Moritz von Brabeck Gemälde aus dessen Sammlung kopierten.
Ursula Magdalena Prestel heiratete 1805 Johann Georg Reinheimer (1777–1820), der Schüler und Vedutenstecher ihres Vaters war und später als Kunsthändler wirkte.
Nach ihrer Eheschließung publizierte sie einige gemeinsame Werke mit ihrem Ehemann und schuf selbst weitere Porträts, Veduten sowie Landschaftsgemälde. 
Mit ihrer Freundin Susanne Elisabeth Bethmann-Hollweg (1763–1831), Tochter von Johann Philipp Bethmann, unternahm sie 1810 eine gemeinsame Reise nach Frankreich und in die Schweiz. 
1820 verwitwet blieb sie künstlerisch aktiv. Seit 1823 bis Ende der 1830er Jahre unterrichtete Ursula Magdalena Reinheimer im Berchtschen Zeicheninstitut, einer privaten Mädchenschule.
Sie starb 1845 in Brüssel während des Besuches bei ihrem dort lebenden Sohn.